# Гавелка, Сватоплук
Сва́топлук Га́велка (чеш. Svatopluk Havelka; 2 мая 1925, Врбице, тогда Чехословакия — 24 февраля 2009, Прага, Чехия) — чешский композитор.

## Биография
Родился в Врбице. Был студентом Карлова университета. Ученик Карела Йирака и Антонина Сихры. Музыкальный референт Радио Остравы, при котором создал ансамбль «Нота». В течение следующих четырех лет он был руководителем и композитором Армейского художественного ансамбля. Писал музыку для кинематографа. Написал музыку для более чем 200 фильмов.

## Семья
- Жена — актриса Либуше Гавелкова (1924-2017).
- Дочь — Даниела. Сын — Ондржей Гавелка, актер, певец и режиссёр.

## Сочинения
- 1-я симфония / 1. symfonie (1955)
- кантата «Хвала свету» / Chvála světla (1960)
- симфоническая поэма «Гептамерон» для солистов, чтеца и оркестра / Heptameron (1964)
- симфоническая пьеса «Пена» / Pěna (1965)
- симфоническая картина «Эрнесто Че Гевара» / Ernesto Che Guevara (1969), посвящённый команданте Че
- симфония-балет «Пирр» / Pyrrhos (1970)
- симфоническая фантазия, посвящённая Иерониму Босху / Hommage ? Hieronymus Bosch (1974)
- нонет / Nonet (1976)
- музыка к спектаклям и фильмам

## Награды
- 1961 — Государственная премия имени Клемента Готвальда